# Proces adiabatic

Într-o diagramă p–V graficul transformării adiabatice (cu linie îngroşată) este mai înclinat decât al celei izotermice.

Un proces adiabatic sau transformare adiabatică este o transformare a unui sistem termodinamic în care nu se produce un schimb de căldură cu exteriorul ΔQ = 0.
În general, un proces care se petrece destul de repede față de viteza cu care are loc schimbul de căldură, poate fi considerat adiabatic, chiar dacă izolarea termică de mediul exterior nu este perfectă (de exemplu: propagarea sunetelor prin gaze).

## Ecuația transformării adiabatice
Transformarea adiabatică a gazului ideal poate fi descrisă de ecuația:
{\displaystyle pV^{\gamma }=\operatorname {constant} }
unde p este presiunea, V este volumul, iar (doar pentru gaze perfecte):
{\displaystyle \gamma ={C_{p} \over C_{V}}={\frac {i+2}{i}},}
{\displaystyle C_{p}} fiind capacitatea termică masică la presiune constantă, 
{\displaystyle C_{V}} fiind capacitatea termică masică la volum constant, iar {\displaystyle \gamma } este exponentul adiabatic.
i reprezintă numărul gradelor de libertate ale gazului. i poate fi 3 pentru gazele monoatomice, 5 pentru cele biatomice și 6 pentru celelalte gaze.
Curba ce reprezintă variația presiunii în funcție de volum pentru transformarea adiabatică se numește adiabată.